# Herrenmoral
Philosophischer Begriff nach Friedrich Nietzsche, der ein Moralsystem der Herrschenden bezeichnet, das der Sklavenmoral entgegengesetzt ist.
Die grundlegende Definition findet sich in: Jenseits von Gut und Böse, Was ist vornehm, Abschnitt Nr. 260:
"Es gibt Herren-Moral und Sklaven-Moral – ich füge sofort hinzu, daß in allen höheren und gemischteren Kulturen auch Versuche der Vermittlung beider Moralen zum Vorschein kommen, noch öfter das Durcheinander derselben [...], ja bisweilen ihr hartes Nebeneinander – sogar im selben Menschen, innerhalb einer Seele. Die moralischen Wertunterscheidungen sind entweder unter einer herrschenden Art entstanden, welche sich ihres Unterschieds gegen die beherrschte mit Wohlgefühl bewußt wurde – oder unter den Beherrschten, den Sklaven und Abhängigen jeden Grades."
Aus dieser Herkunft der Moral ergibt sich der Wertgegensatz "gut" und "schlecht" bzw. im Fall der Sklavenmoral "gut" und "böse":
"... wenn die Herrschenden es sind, die den Begriff »gut« bestimmen, sind es die erhobenen stolzen Zustände der Seele, welche als das Auszeichnende und die Rangordnung Bestimmende empfunden werden. Der vornehme Mensch trennt die Wesen von sich ab, an denen das Gegenteil solcher gehobener stolzer Zustände zum Ausdruck kommt: er verachtet sie. Man bemerke sofort, daß in dieser ersten Art Moral der Gegensatz »gut« und »schlecht« so viel bedeutet wie »vornehm« und »verächtlich«"
Nach Nietzsche fühlt "die vornehme Art Mensch [...] sich als wertbestimmend, sie hat nicht nötig, sich gutheißen zu lassen, sie urteilt »was mir schädlich ist, das ist an sich schädlich«". Die Herrenmoral sei also eine Moral für Menschen, die gestalten, die Macht haben, die ein "Gefühl der Fülle, der Macht, die überströmen will" besitzen. Auch der vornehme Mensch helfe dem Unglücklichen, aber "nicht oder fast nicht aus Mitleid, sondern mehr aus einem Drang, den der Überfluss von Macht erzeugt".